# Lijst van beelden in Westerkwartier
Dit is een chronologische lijst van beelden in Westerkwartier. Onder een beeld wordt hier verstaan elk driedimensionaal kunstwerk in de openbare ruimte van de Nederlandse gemeente Westerkwartier, waarbij beeld wordt gebruikt als verzamelbegrip voor sculpturen, standbeelden, installaties, gedenktekens en overige beeldhouwwerken.
Voor een volledig overzicht van de beschikbare afbeeldingen zie: Beelden in Westerkwartier op Wikimedia Commons.
| Geplaatst | Omschrijving                                                                                     | Kunstenaar                                               | Straat                                                                       | Plaats      | Materiaal            | Afbeelding                             |
| --------- | ------------------------------------------------------------------------------------------------ | -------------------------------------------------------- | ---------------------------------------------------------------------------- | ----------- | -------------------- | -------------------------------------- |
| 1665-1669 | praalgraf van Carel Hieronymus van Inn- en Kniphuisen                                            | Rombout Verhulst                                         | Kerk van Midwolde                                                            | Midwolde    | marmer               |                                        |
| 1708      | poort Nienoord                                                                                   | H. Bielefeld                                             |                                                                              | Leek        | Bentheimer zandsteen |                                        |
| 1948      | Monument bij de N.H. Kerk (Marum)                                                                | Willem Valk                                              | Noorderringweg, op begraafplaats bij N.H. Kerk                               | Marum       | natuursteen          |                                        |
| 1948      | Gedenkteken voor alle gevallen slachtoffers in bezettingstijd                                    | Wladimir de Vries (beeldhouwer) en Pit van Loo (ontwerp) | Kerkhoflaan                                                                  | Zevenhuizen | natuursteen          |                                        |
| 1949      | Monument aan De Haspel                                                                           | Wladimir de Vries                                        | De Haspel                                                                    | De Haspel   | natuursteen          |                                        |
| 1950      | Klokkentoren                                                                                     | J. Boersma                                               | Oosterkade                                                                   | Grijpskerk  |                      |                                        |
| 1952      | plaquette Abel Tasman                                                                            | W. Leslie Bowles                                         | Abel Tasmanweg                                                               | Lutjegast   | brons                |                                        |
| 1952      | Tegeltableau 1000-woningenplan                                                                   | Anno Smith                                               | Van Panhuyslaan                                                              | Leek        | keramiek             |                                        |
| 1954      | Oorlogsmonument (leeuw)                                                                          | Rinus Meijer                                             | Kerkplein                                                                    | Doezum      | natuursteen          |                                        |
| 1955      | gedenksteen Abel Tasman,                                                                         | onbekend                                                 | Zeehaanstraat, in CBS 't Fundament                                           | Lutjegast   | steen                |                                        |
| 1967      | Toekan                                                                                           | Wladimir de Vries                                        | Nijenoertweg                                                                 | Leek        |                      |                                        |
| 1968/1972 | Vrouw met zonnehoed                                                                              | Johan Sterenberg                                         | Nachtegaalstraat                                                             | Marum       | steen                |                                        |
| 1983      | De Haringeters                                                                                   | Harm Blanken                                             | Aldringastraat / Zandumerweg                                                 | Niekerk     | natuursteen          |                                        |
| 1988      | Herdenkingsmonument                                                                              | Ids Willemsma                                            | Voorheen De Dam, in 2016 verplaatst naar vlonder tussen Boveneind en Kerkweg | Leek        |                      |                                        |
| 1989      | Visstripper                                                                                      | Gosse Dam                                                | Heirweg                                                                      | Visvliet    | brons                |                                        |
| 1990      | Oorlogsmonument                                                                                  | Gosse Dam                                                | Oosterhoffstraat, T.P.                                                       | Oldehove    | natuursteen          |                                        |
| 1994      | Monument bij de voormalige trambaan                                                              | anoniem                                                  | Verlengde Wilpsterweg                                                        | Marum       | zwerfsteen           |                                        |
| 1995      | Bevrijdingsmonument                                                                              | Roel J. Nijhof                                           | Heirweg                                                                      | Visvliet    |                      |                                        |
| 1995      | Oorlogsmonument                                                                                  | anoniem                                                  | Hoofdstraat, via steegje tussen nrs 50 en 52                                 | Niezijl     |                      |                                        |
| 1995      | Terra Incognita                                                                                  | Hans Mes                                                 | Rikkerdaweg / Kompasstraat                                                   | Lutjegast   | brons                |                                        |
| 1995      | Herdenkingsmonument                                                                              | H. Beernink                                              | G.P. Beukemalaan                                                             | Grootegast  | Belgisch hardsteen   |                                        |
| 1999      | Het Teken                                                                                        | Joos Clijsen                                             | W.L. van Nassauweg                                                           | Leek        |                      |                                        |
| 2000      | Bronzen fiets en deur met plaquette bij Transformatorhuisje                                      | Gert Sennema                                             | Bosscherweg                                                                  | Grijpskerk  | brons                |                                        |
| 2002      | Vrouw met parasol                                                                                | Johan Sterenberg                                         | De Olmen                                                                     | Marum       | brons                |                                        |
| 2002      | Het Windschip                                                                                    | Hanshan Roebers                                          | Poon                                                                         | Zuidhorn    | hout                 |                                        |
| 2005      | Oorlogsmonument                                                                                  | Eddy Kingma                                              | Diepswal                                                                     | Pieterzijl  | cortenstaal          |                                        |
| 2007      | Plaquette met buste van Jelte Dijkstra                                                           | Gert Sennema                                             | Kerkplein                                                                    | Grijpskerk  |                      | Plaquette met buste van Jelte Dijkstra |
| 2008      | Een dagje uit met de ESA                                                                         | Jan Bouma                                                | ESA-laan/Hoornweg                                                            | Marum       |                      |                                        |
| 2009      | Verzonken laswerk van hoekprofielen                                                              | Aizo Betten                                              | Heirweg                                                                      | Visvliet    | Staal                |                                        |
| 2009      | Molukse vrouw: Tante Ambon                                                                       | Gert Sennema                                             | Wijkgebouw Bunga Pala, Gruttostraat 1                                        | Marum       |                      |                                        |
| 2011      | Herinnering aan Kamp Nuis                                                                        | Gert Sennema                                             | Nieuweweg 76                                                                 | Nuis        |                      | \|                                     |
| 2018      | Kunstwerk/Monument ter herinnering aan de naamgever van de nieuwe spoorbrug, de Bert Swart brug. | Onbekend                                                 | van Starkenborghkanaal Zuidzijde, westzijde van de spoorbrug                 | Zuidhorn    | Cortenstaal          |                                        |
| 2020      | Monument oude Spoorbrug en Verkeersbrug                                                          | Onbekend                                                 | t.o. De Gast 66                                                              | Zuidhorn    | Staal                |                                        |